# トウエンソウ科
トウエンソウ科（トウエンソウか、Xyridaceae C. Agardh）は被子植物の科である。5属300種含まれており、種のほとんどはトウエンソウ属である。種は、主に熱帯および亜熱帯に分布している。
1981年に発表されたクロンキスト体系では、ツユクサ目ツユクサ亜綱に分類された。ヴェットシュタイン体系 の1935年最終版では,  Enantioblastae目に分類されていた。